# Seen
(Seen)
Richard Mirando meglio conosciuto con lo pseudonimo di Seen o Godfather of Graffiti (New York, 1961) è un writer statunitense, membro della crew internazionale United Artists (UA).

## Biografia
Nasce nel 1961 a New York nel quartiere del Bronx e dipinge il primo graffito sulla metropolitana di New York nel 1973, con il fratello Mad. Comincia a dipingere treni per il fatto che la città è infestata dalle gang, e, non essendo lui legato ad alcuna di esse, diventa pericoloso realizzare graffiti, o anche semplici tag, nei territori controllati dalle diverse organizzazioni criminali. Per lui, essendo bianco e frequentando solo bianchi, è addirittura pericoloso il solo camminare in zone controllate da bande afroamericane; per altri writer come Comet e Blade, le cose erano più semplici: il primo era bianco, il secondo afroamericano, e girando per i vari quartieri si proteggevano a vicenda, godendo così di più libertà . Il periodo in cui l'artista è più attivo sono gli anni settanta e gli anni ottanta, vista la seguente esposizione mediatica dovuta alla partecipazione al film Style Wars e al libro Subway Art
Durante gli anni, diventa specialista nel whole car, graffito che richiede la copertura totale di una carrozza, i più famosi sono "Black Sabbath", "Hicki and Ski" (dedicato alle due menti della Vandal Squad) e "The Hand of Doom".
Nel 1984 partecipa al film di Henry Chalfant e Tony Silver Style Wars, interpretando se stesso; nel 2002 partecipa al documentario Through the Years of Hip Hop, Vol. 1: Graffiti. Nel 2014 esce la sua prima monografia THEY CALL ME THE GODFATHER OF GRAFFITI Chapter 1973-1981 (ISBN 979-10-90020-01-6).

## Videografia
- (EN)  1984 - Style Wars
- (EN)  2002 - Through the Years of Hip Hop, Vol. 1: Graffiti